# Dweezil Zappa
Pour les articles homonymes, voir Zappa (homonymie).
Dweezil Zappa (né le 5 septembre 1969 à Los Angeles en Californie) est un guitariste américain. Il est le fils de Gail Sloatman et de Frank Zappa, et le deuxième de leurs quatre enfants.
Depuis 2006, il tourne dans le monde entier pour interpréter sur scène la musique de son père,  avec un groupe dédié.

## État civil
Selon le témoignage de Frank Zappa, rapporté dans son autobiographie The Real Frank Zappa Book, coécrite avec Peter Occhiogrosso, le prénom choisi pour l'enfant avant la naissance était Dweezil, mais l'intransigeance de l'infirmière chargée des formalités d'inscription à la maternité conduisit Frank Zappa à abréger celles-ci, alors que les souffrances prénatales de son épouse s'aggravaient, en donnant pour l'enfant à naître des prénoms empruntés à plusieurs de leurs amis : Ian (Ian Underwood), Donald (Donald Van Vliet), Calvin (Calvin 'Cal' Schenkel), Euclid (Euclid James 'Motorhead' Sherwood).
Cependant, Frank Zappa et sa femme continuèrent à appeler leur fils Dweezil et celui-ci, ayant découvert à l'âge de cinq ans que son prénom n'était pas celui enregistré à l'état civil, en aurait été très contrarié et aurait insisté auprès de ses parents pour qu'une rectification soit faite, ce qui les aurait conduit à charger un avocat d'accomplir les formalités nécessaires pour que l'enfant porte officiellement le prénom initialement choisi par ses parents.

## Discographie

### Solo
- Havin' a Bad Day - 1986
- My Guitar Wants to Kill Your Mama - 1988
- Confessions - 1991
- Automatic - 2000
- Go With What You Know - 2006
- Out of Obscurity - 2012
- Via Zammata - 2015
- Live in the moment II - 2017

### Z(avec son frèreAhmet)
- Shampoo Horn - 1993
- Music For Pets - 1996

### Zappa Plays Zappa
- Zappa Plays Zappa (live) - 2008
- The Return Of The Son Of... - 2010

## Filmographie

### Acteur
- 1986 : Rose bonbon (Pretty in Pink), de Howard Deutch : Simon
- 1987 : Running Man de Paul Michael Glaser : Stevie
- 2001 : Son of the beach (série télévisée) : Tom Maxwell
- 2001 : Grosse Pointe (série télévisée) : lui-même